# Tyyne Salomaa
Tyyne Siviä Salomaa, född Eloranta 4 april 1891 i Juupajoki, död (avrättad) 26 februari 1938 i Petrozavodsk, var en finländsk politiker (SDP).
Salomaa arbetade som sömmerska i Juupajoki. Hon blev medlem i Socialdemokratiska partiet 1908 och invaldes i riksdagen 1917. Efter de rödas nederlag i inbördeskriget 1918 flydde hon till Ryssland och blev medlem i ryska bolsjevikpartiet. År 1920 blev hon chef för Petrozavodsks finska partiskola, började 1921 leda kurser i agitation och utnämndes samma år till chef för kvinnosektionen inom Petrozavodsks finska kollektiv. Sedan 1934 var Salomaa chef för Petrozavodsks barnhem och arbetade med upplysningsfrågor för bolsjevikpartiet.
Salomaas make Jeremias hade också flytt till Ryssland 1918 och var chef för ett stenbrott i Petrozavodsk. När maken arresterades i oktober 1937 lämnade Salomaa i protest ifrån sig partiboken. Jeremias Salomaa arkebuserades i december 1937. Tyyne Salomaa anklagades i kampanjen mot finnarna för spridning av kontrarevolutionär propaganda och fascistisk litteratur. Hon arresterades den 17 januari 1938 och dömdes till döden enligt artikel 58 den 13 februari 1938. Hon arkebuserades i Petrozavodsk den 26 februari. Salomaa frikändes postumt från domen 1957.